# Jeff Williams (Pokerspieler)
Jeff Williams (* 14. Juli 1986) ist ein professioneller US-amerikanischer Pokerspieler. Er gewann 2006 das Main Event der European Poker Tour.

## Pokerkarriere
Williams lebt in Atlanta. Er spielte von Juli 2006 bis Juli 2011 online unter den Nicknames yellowsub86 (PokerStars sowie Full Tilt Poker), YelloSub86 (UltimateBet), YellowSub (Absolute Poker sowie Bodog) und theboy222 (Cake Poker). Bei Online-Turnieren hat sich Williams in diesem Zeitraum mehr als eine Million US-Dollar erspielt.
Im März 2006 spielte er mit dem Main Event der European Poker Tour in Monte-Carlo sein erstes größeres Live-Turnier, nachdem er sich zuvor auf der Plattform PokerStars dafür qualifiziert hatte. Dort setzte sich Williams gegen 297 andere Spieler durch und sicherte sich eine Siegprämie von 900.000 Euro. Im Juni 2008 war er erstmals bei der World Series of Poker (WSOP) im Rio All-Suite Hotel and Casino am Las Vegas Strip erfolgreich und kam dreimal ins Geld, dabei erhielt er sein mit Abstand größtes Preisgeld in Höhe von rund 400.000 US-Dollar für den zweiten Platz bei einem Turnier in der Variante No Limit Hold’em. Bei der WSOP 2010 erreichte er erneut einen Finaltisch und beendete das Turnier hinter Jason DeWitt und Sam Trickett auf dem dritten Rang für knapp 330.000 US-Dollar. Mitte September 2012 belegte Williams beim Main Event der World Poker Tour in Atlantic City den achten Platz für knapp 100.000 US-Dollar Preisgeld. Seitdem blieben größere Turniererfolge aus. Seine bis dato letzten Geldplatzierungen erzielte er bei der WSOP 2019.
Insgesamt hat sich Williams mit Poker bei Live-Turnieren über 2 Millionen US-Dollar erspielt.